# Castellaniella caeni
Castellaniella caeni es una especie de  bacteria gramnegativa del género Castellaniella. Fue descrita en el año 2008. Su etimología hace referencia a lodo. Es anaerobia facultativa e inmóvil. Tiene un tamaño de 0,3-0,5 μm de ancho por 1,2.2 μm de largo. Forma colonias lisas, transparentes, circulares, convexas y de color marrón tras 2 días de incubación en agar R2A. También crece en TSA y agar  MacConkey. Catalasa negativa y oxidasa positiva. Temperatura de crecimiento entre 10-37 °C, óptima de 30 °C. Tiene un contenido de G+C de 63,5%. Se ha aislado de lodos en tanques de tratamiento de lixiviados en Daejeon, Corea del Sur. 